# Miao Yao
Miao Yao (chinois : 姚妙) est une athlète chinoise, née le 26 novembre 1996 dans la région de Guizhou,,,,. Spécialiste de l'ultra-trail, elle a notamment remporté la Hong Kong 100 et la CCC en 2018. Elle remporte également l'Ultra-Trail World Tour 2018.

## Résultats
| no  | féminin            | Course                            | Longueur | Départ          | Temps            |
| --- | ------------------ | --------------------------------- | -------- | --------------- | ---------------- |
| 9e  | Médaille d'or      | Hong Kong 100                     | 100 km   | 27 janvier 2018 | 10 h 40 min 52 s |
| 26e | Médaille d'argent  | Lavaredo Ultra Trail              | 120 km   | 22 juin 2018    | 14 h 52 min 04 s |
| 11e | Médaille d'or      | Courmayeur-Champex-Chamonix (CCC) | 101 km   | 31 aout 2018    | 11 h 57 min 46 s |
| 46e | Médaille d'argent  | Marathon du Mont-Blanc            | 44,5 km  | 25 juin 2023    | 4 h 24 min 27 s  |
| 91e | 4e                 | Sierre-Zinal                      | 31 km    | 12 août 2023    | 3 h 4 min 5 s    |
| 34e | Médaille de bronze | OCC                               | 55 km    | 31 août 2023    | 5 h 27 min 7 s   |
| 49e | Médaille de bronze | Marathon du Mont-Blanc            | 42 km    | 30 juin 2024    | 4 h 18 min 30 s  |
| 28e | Médaille d'or      | OCC                               | 57 km    | 29 août 2024    | 5 h 54 min 3 s   |
| 13e | Médaille d'or      | Val d'Aran by UTMB - PDA          | 52 km    | 3 juillet 2025  | 5 h 31 min 39 s  |